# Olonkinbyen

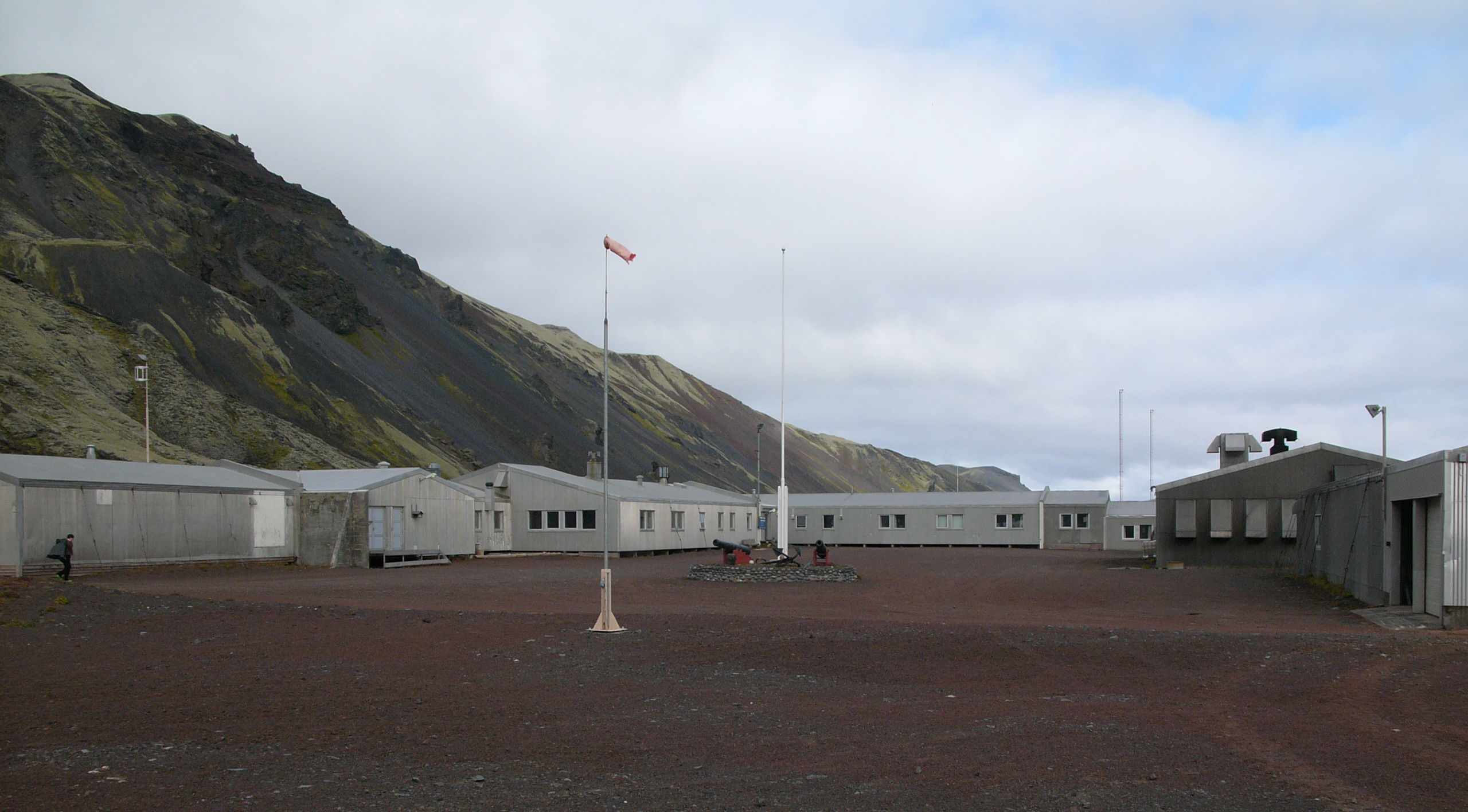

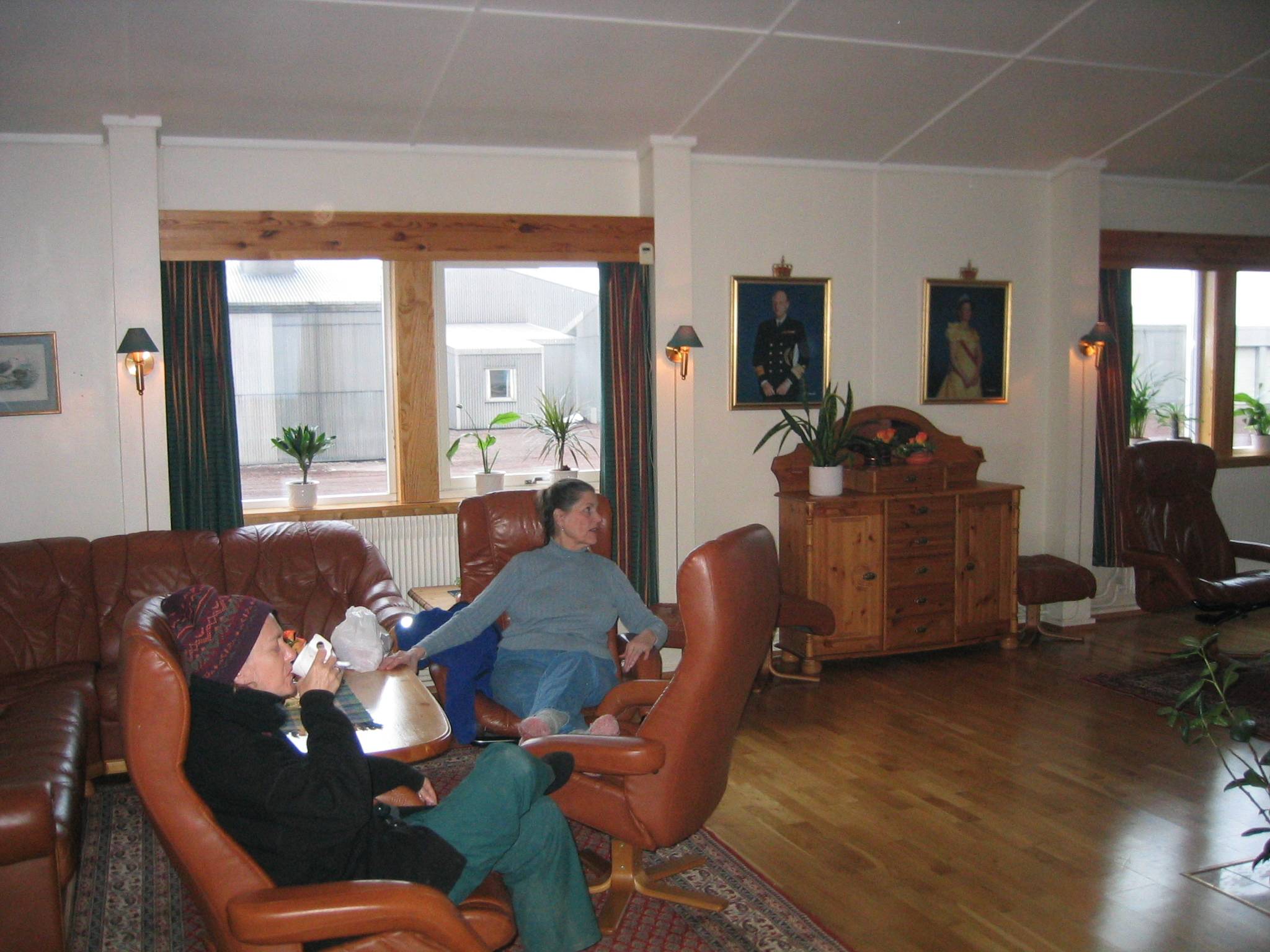
Uma das casas do povoado.

Olonkinbyen é um dos dois assentamentos na ilha norueguesa de Jan Mayen (o outro é Puppebu) e é a capital legal da ilha. Seu nome é uma homenagem ao explorador ártico Gennady Olonkin.
Os únicos habitantes da ilha são os 18 funcionários que trabalham para as Forças Armadas da Noruega e o Instituto Meteorológico da Noruega . Olonkinbyen abriga os funcionários que operam a estação de observação meteorológica, a estação Loran-C , o campo aéreo Jan Mayensfield e outras infra-estruturas. A equipe do serviço de observação meteorológica é responsável pelas emissões de radiossondas e pelas observações climáticas sinópticas. A tripulação da estação meteorológica fica comprometida por seis meses por vez.
Os suprimentos são entregues oito vezes por ano por avião. Combustíveis e mercadorias pesadas são transportados de barco durante o verão. A energia elétrica é fornecida por três geradores.